# Gynoplistia (Gynoplistia) dileuca
Gynoplistia (Gynoplistia) dileuca is een tweevleugelige uit de familie steltmuggen (Limoniidae). De soort komt voor in het Australaziatisch gebied.